# Schelet axial
Există un număr variabil de clasificări ale scheletului uman, dar în general, se consideră ca fiind scheletul compus în totalitate dintr-un număr total de 89 de oase, reprezentate de oasele capului și gâtului (29), coloanei vertebrale (33) și ale cutiei toracice (27). Oasele capului și gâtului (29) sunt cele reprezentate de neurocraniu (8) și viscerocraniu (14) și oasele asociate în număr de 8 (6 oase auditive împreună cu osul hioid). Neurocraniul reprezintă oasele care intră în contact intim cu encefalul, iar viscerocraniu se referă la oasele feței.